# 三色榧螺
三色榧螺（学名：Oliva tricolor），是新腹足目榧螺科榧螺属的一种。主要分布于印度尼西亚、台湾，常栖息在浅海。